# Johnny Rutherford

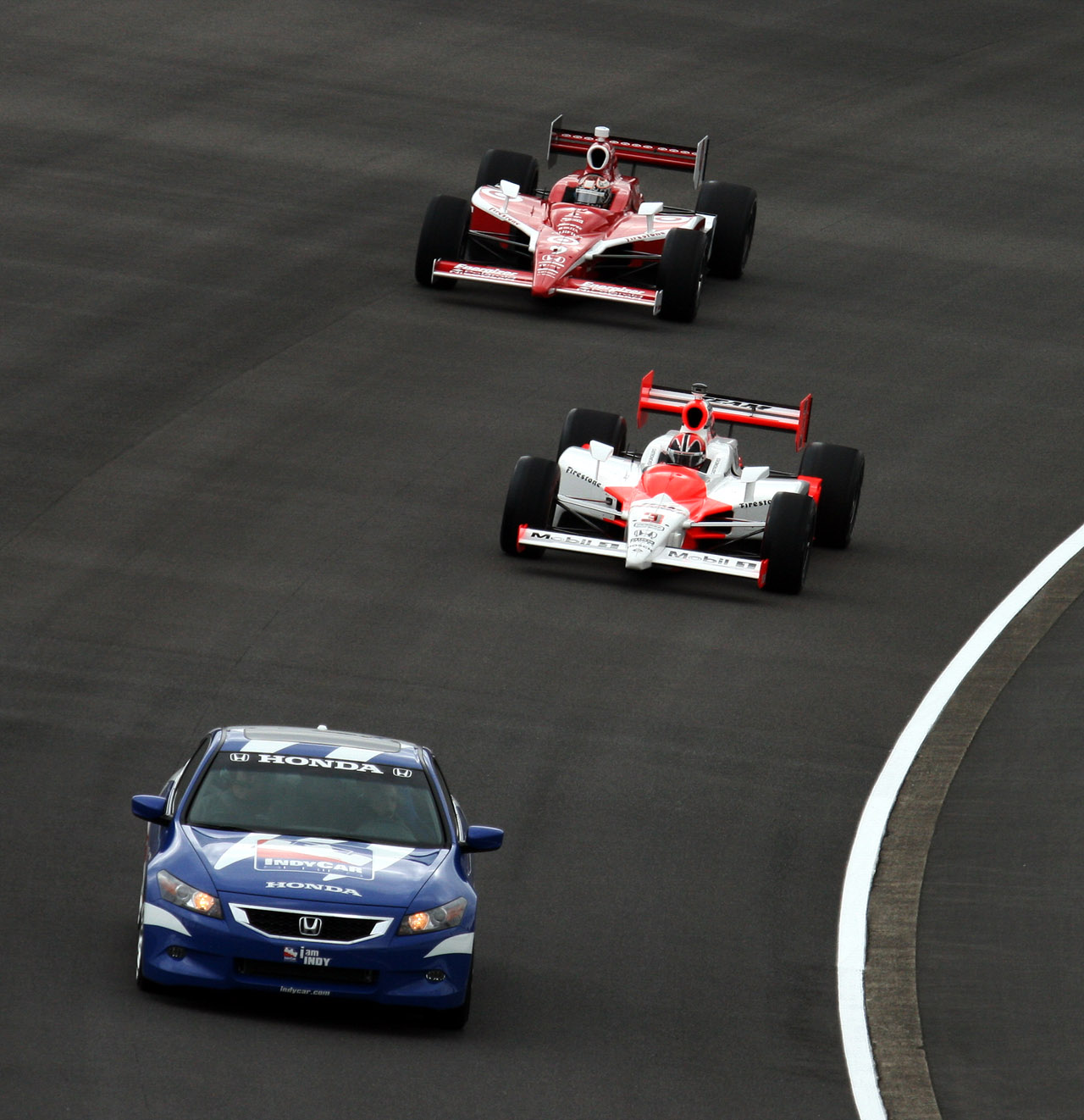
Rutherford is de vaste safety car bestuurder in de IndyCar Series. (Japan 2008)

John (Johnny) Sherman Rutherford, III (Coffeyville (Kansas), 12 maart 1938) is een Amerikaans voormalig autocoureur. Hij is drievoudig winnaar van de Indianapolis 500 en de Champ Car kampioen van 1980.
Rutherford nam vanaf 1962 deel aan de USAC Championship Car Series, de voorloper van het Amerikaanse Champ Car kampioenschap. Zijn eerste overwinning in deze raceklasse kwam er in 1965 tijdens de race in Atlanta. Het duurde dan tot 1973 vooraleer hij een tweede keer wint op het circuit van het Canadese Ontario maar vanaf dan won hij heel wat races. Hij werd tussen 1974 en 1976 drie opeenvolgende jaren vice-kampioen. In 1979 ging het Champ Car kampioenschap van start en een jaar later wint hij voor de enige keer in zijn carrière dat kampioenschap. Hij won dat jaar vijf races.
Rutherford won drie keer de legendarische Indianapolis 500. Hij won voor de eerste keer in 1974 nadat hij pas van op de vierentwintigste startplaats vertrok. De tweede overwinning kwam er twee jaar later. Hij vertrok van op de poleposition en werd als winnaar afgevlagd na 102 van de 200 geplande rondes wegens het slechte weer. Het is tot nog toe de kortste Indy 500 uit de geschiedenis. In 1980 vertrok hij voor derde derde en laatste keer in zijn carrière van op de poleposition in deze race en won voor de laatste keer.
Rutherford reed van 1962 tot 1989 in totaal 314 Championship Car en Champ Car races, stond 23 keer op poleposition, won 27 races en stond 33 keer op het podium als niet-winnaar. Hij reed de Indianapolis 500 vierentwintig keer. Hij nam tussen 1963 en 1988 deel aan in totaal 35 NASCAR races en won in die raceklasse één race op Daytona in 1963.
In 1996 werd hij ingehuldigd en opgenomen in de International Motorsports Hall of Fame. Hij is op 71-jarige leeftijd nog steeds actief in de autosport, als vaste bestuurder van de Safety car in de IndyCar Series.

## Resultaten
United States Automobile Club resultaten (aantal gereden races, aantal maal in de top 5 van een race, eindpositie kampioenschap en punten)
| Jaar | Races | 1ste | 2de | 3de | 4de | 5de | Rang | Ptn  |
| ---- | ----- | ---- | --- | --- | --- | --- | ---- | ---- |
| 1962 | 4     | -    | -   | -   | -   | -   | 25   | 80   |
| 1963 | 12    | -    | -   | -   | 1   | 1   | 10   | 640  |
| 1964 | 11    | -    | -   | -   | -   | 1   | 21   | 270  |
| 1965 | 15    | 1    | -   | -   | 1   | 1   | 12   | 993  |
| 1966 | 1     | -    | -   | -   | -   | -   | -    | -    |
| 1967 | 16    | -    | -   | -   | -   | 1   | 24   | 315  |
| 1968 | 17    | -    | -   | -   | 1   | 3   | 19   | 890  |
| 1969 | 13    | -    | -   | -   | 2   | 2   | 11   | 1130 |
| 1970 | 14    | -    | -   | 1   | 1   | 1   | 13   | 960  |
| 1971 | 10    | -    | -   | -   | -   | -   | 19   | 570  |
| 1972 | 9     | -    | 1   | 1   | -   | 1   | 7    | 1620 |
| 1973 | 13    | 2    | 2   | 1   | 2   | 2   | 3    | 2595 |
| 1974 | 13    | 4    | -   | -   | 2   | 1   | 2    | 3650 |
| 1975 | 12    | 1    | 4   | 2   | -   | -   | 2    | 2900 |
| 1976 | 13    | 3    | 2   | 2   | 1   | -   | 2    | 4220 |
| 1977 | 14    | 4    | 1   | 1   | 1   | 1   | 3    | 2840 |
| 1978 | 18    | 2    | 4   | 1   | -   | 1   | 4    | 3067 |

Champ Car resultaten (aantal gereden races, aantal maal in de top 5 van een race, eindpositie kampioenschap en punten)
| Jaar | Races | 1ste | 2de | 3de | 4de | 5de | Rang | Ptn  |
| ---- | ----- | ---- | --- | --- | --- | --- | ---- | ---- |
| 1979 | 14    | 2    | -   | 3   | 2   | 1   | 4    | 2163 |
| 1980 | 12    | 5    | 3   | -   | 1   | 1   | 1    | 4723 |
| 1981 | 11    | 1    | 2   | 1   | 1   | -   | 5    | 120  |
| 1982 | 9     | -    | -   | 1   | 1   | -   | 12   | 62   |
| 1983 | 5     | -    | -   | -   | -   | -   | -    | -    |
| 1984 | 6     | -    | -   | -   | -   | 1   | 22   | 20   |
| 1985 | 14    | 1    | -   | -   | 1   | -   | 11   | 51   |
| 1986 | 17    | 1    | -   | -   | 1   | 1   | 11   | 78   |
| 1987 | 15    | -    | -   | -   | -   | -   | 18   | 23   |
| 1988 | 2     | -    | -   | -   | -   | -   | -    | -    |
| 1989 | 2     | -    | -   | -   | -   | -   | 27   | 3    |